# آنا أتكينز
آنا أتكينز (Anna Atkins) هي عالمة نبات إنجليزية ومصورة وتعتبر أول شخص يقوم بنشر كتاب موضّح بصور فوتوغرافية، وتزعم بعض المصادر أن آنا كانت أول مصورة فوتوغرافية.

## نشأتها
ولدت آنا عام 1799م في بلدة تونبريدج في مقاطعة كينت في إنجلترا. عانت والدتها، هيستر آن تشيلدرن (Hester Anne Children)، من آثار الولادة وتوفيت في عام 1800م. أصبحت آنا قريبة من والدها جون جورج تشيلدرن (John George Children)، وتلقت تعليماً لم تكن النساء تتلقاه في ذلك الوقت.
تزوجت آنا من التاجر جون بيلي (John Pelly) في عام 1825م، وانتقلوا إلى مدينة هالستيد ولم يحضوا بأطفال وتابعت آنا اهتمامها في علم النبات فكانت تقوم بجمع النباتات المجففة وربما كانت تستخدمها فيما بعد في المخططات الفوتوغرافية.

## التصوير الفوتوغرافي
جون جورج تشيلدرن وجون بيلي أتكنز كانا أصدقاء لويليام هينري فوكس تالبوت (William Henry Fox Talbot)، الذي تعلمت آنا منه مباشرة حول اثنان من اختراعاته التي لها علاقة بالتصوير الفوتوغرافي وهما: الرسم بتقنية «الفوتوجينيك» (photogenic drawing)، حيث يوضع أي جسم فوق ورق حسّاس للضوء يتم تعريضه للشمس ليعرض صورة ما، وتقنية «الكالوتايب» (calotypes).
استخدمت آنا الكاميرا لأول مرة في عام 1841م. وفي حين أن بعض المصادر زعمت أن آنا كانت أول مصورة فوتوغرافية وزعمت أخرى بأن زوجة ويليام فوكس تالبوت، كونستانس تالبوت (Constance Talbot) هي أول مصورة فوتوغرافية. وبما أننا لا نملك صوراً ملتقطة بكاميرا آنا أتكينز أو كونستانس تالبوت، فإن هذه القضية قد لا تُحل أبداً.

## صور للطحالب البريطانية: انطباعات السيانوتايب
اخترع صديق آنا ووالدها، السيد جون هيرشل (John Hershel)، تقنية تصوير السيانوتايب في عام 1842م. وفي خلال سنة، قامت آنا بتطبيق هذه التقنية على الطحالب (الأعشاب البحرية تحديداً) عن طريق صنع مخططات فوتوغرافية بتقنية السيانوتايب مطبوعة تلامسياً وذلك عبر وضع الطحالب المجففة فوق ورقة السيانوتايب مباشرة.

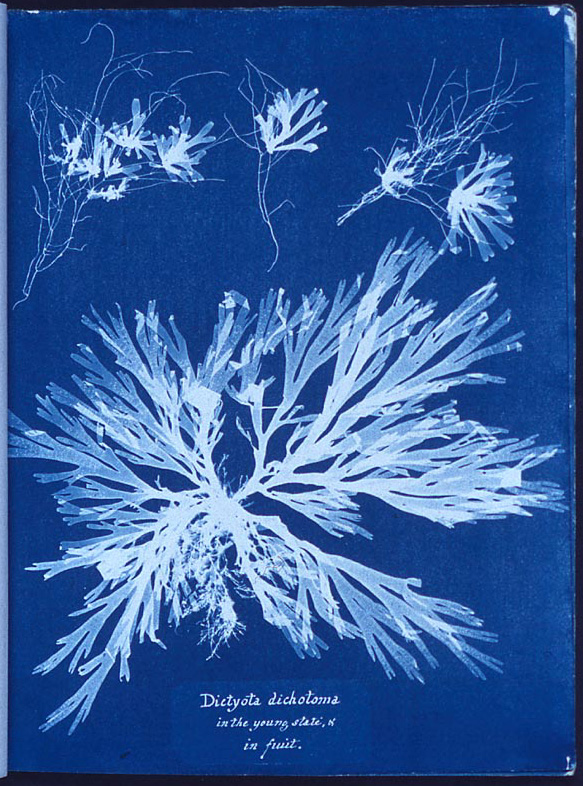
مخطط سيانوتايب فوتوغرافي لآنا أتكينز وكان جزءاً من كتابتها الذي نشر عام 1843م، صور للطحالب البريطانية: انطباعات السيانوتايب.

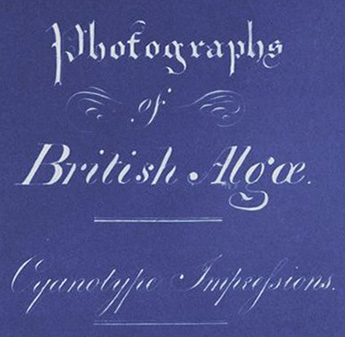
تفاصيل صفحة عنوان كتاب صور للطحالب البريطانية: انطباعات السيانوتايب.

قامت آنا بنشر مخططاتها الفوتوغرافية بنفسها في أكتوبر من عام 1843م، ومع أول دفعة من كتابها «صور للطحالب البريطانية: انطباعات السيانوتايب». وعلى الرغم من أن هذا الكتاب كان خاصاً، بنسخ محدودة ونصوص مكتوبة بخط اليد، إلا أنه يعتبر أول كتاب موضّح بصور فوتوغرافية.
بعد ثمانية أشهر، وفي شهر يونيو من عام 1844م، قام ويليام هينري فوكس تالبوت بإصدار كتابه «قلم الطبيعة»، ويعد هذا الكتاب أول كتاب موضح بصور فوتوغرافية يُنشر تجارياً.
أصدرت آنا مجموعة من 3 مجلدات لكتابها «صور للطحالب البريطانية: انطباعات السيانوتايب» بين عاميّ 1843م و 1853م 17 نسخة فقط متوفرة من الكتاب وهي موجودة في المؤسسات التالية:
- المكتبة البريطانية في لندن.
- متحف ومعرض كيلفنغروف للفنون في مدينة غلاسكو في اسكتلندا.
- متحف المتروبوليتان للفنون في نيويورك.
- مكتبة نيويورك العامة.
- الجمعية الملكية في لندن.
- متحف فكتوريا وألبرت في لندن.
- جمعية لينين في لندن.

يعد الكتاب مكلفاً بسبب ندرته وأهميته التاريخية حيث بيعت نسخة منه بقيمة 133,500 جنيه استرليني في مزاد عام 1996م وكما بيعت نسخة أخرى كان يملكها العالم روبرت هنت (Robert Hunt) بقيمة 229,250 جنيه استرليني في مزاد عام 2004م.

## عملها ووفاتها
تعاونت آنا مع آن ديكسون في عام 1850م والتي كانت بمثابة الأخت لآنا وأصدروا جميعاً 3 ألبومات على الأقل لمخطط السيانوتايب الفوتوغرافي. وبالإضافة إلى ذلك، نشرت آنا كتباً أخرى لا تحتوي على أعمال فوتوغرافية.
توفيت آنا عام 1871م في مدينة هالستيد، بعد معاناتها مع الشلل والروماتيزم وكانت تبلغ آنذاك 72 عاماً.

## روابط خارجية
- آنا أتكينز على موقع الموسوعة البريطانية (الإنجليزية)